# Eric Markusen
Eric Roy Markusen (* 8. Oktober 1946; † 29. Januar 2007) war ein US-amerikanischer Soziologe und Professor für Soziologie und Soziale Arbeit an der Southwest Minnesota State University in Marshall, Minnesota, USA, und Forschungsdirektor des Dänischen Zentrums für Holocaust- und Völkermordstudien (Dansk Center for Holocaust- og Folkedrabsstudier, DCHF) in Kopenhagen. Nach dessen Integrierung ins Dänische Institut für Internationale Studien (Dansk Institut for Internationale Studier, DIIS) im Jahre 2003 wirkte er dort als Senior Researcher.
Markusen forschte in den Ländern der ehemaligen Sowjetunion, Kambodscha, Kroatien, Bosnien, Polen, Serbien, Äthiopien, Eritrea, Ruanda und dem Tschad. Später konzentrierte er sich auf die Länder Ex-Jugoslawiens und Ruanda. Er starb an Krebs.

## Publikationen
- mit R. Lifton: The Genocide Mentality: Nazi Holocaust and Nuclear Threat. 1990
- mit C. Summers: Computers, ethics, and collective violence. In: Journal of Systems and Software. Band 17, Nr. 1, 1992, S. 91–103.
- Mitherausgeber mit D. Kopf Holocaust and Strategic Bombing: Genocide and Total War in the Twentieth Century. 1995
- mit C. Summers: Collective Violence: Harmful Behavior in Groups and Governments. 1999
- mit S. Totten: Genocide in Darfur. 2006